# UTC-2

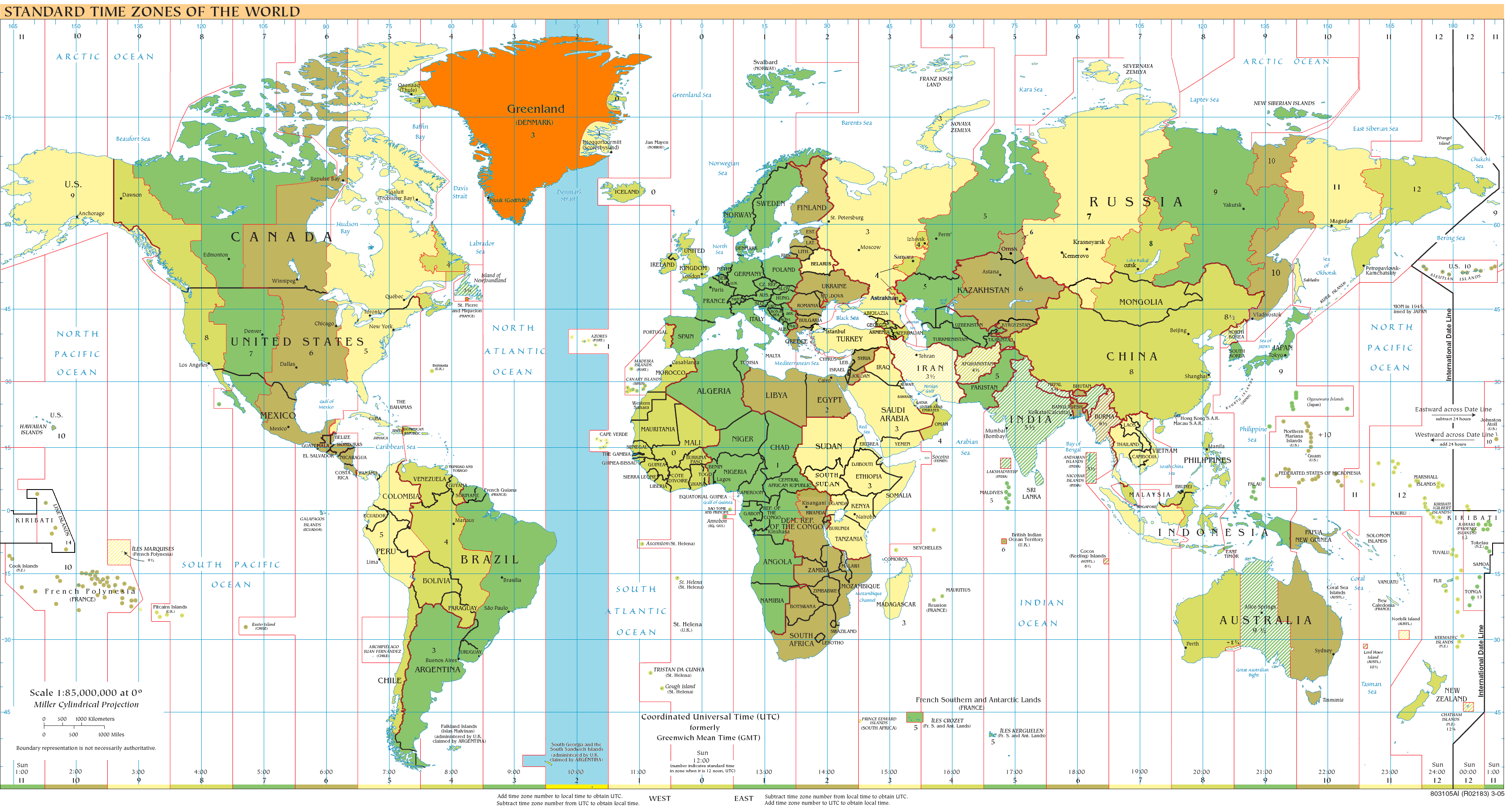
UTC-2: 藍-12月前後に適用、橙-6月前後に適用、濃黄-通年適用、水色-海域

UTC-2とは、協定世界時を2時間遅らせた標準時である。

## 該当地域

### 標準時（通年）
- サウスジョージア・サウスサンドウィッチ諸島（イギリス領）
- ブラジル（フェルナンド・デ・ノローニャ時間）
  - サンペドロ・サンパウロ群島
  - フェルナンド・デ・ノローニャ
  - マルティン・ヴァス諸島
  - ロカス環礁

### 夏時間（北半球）
- サンピエール島・ミクロン島（フランス領）

### 冬時間（北半球）
- グリーンランド（デンマーク領）
  - ヌークを含む大部分

## 歴史
アルゼンチンは2008-2009年の夏までは夏時間 UTC-2 を行っていたが、翌夏以降、夏時間を採用していない。
ブラジルのバイーア州は2002-2003年の夏から2010-2011年の夏までは夏時間 UTC-2 を採用していなかった。2011年-2012年の夏に再び採用されたが、1年で戻された。
グリーンランドの大部分の地域では、2023年10月29日以前は夏時間としてUTC-2を採用していたが、同日冬時間をUTC-2、夏時間をUTC-1へ変更した。